# Power Dancers
Power Dancers je slovenska glasbena skupina, ki je zaslovela v 90-ih letih dvajsetega stoletja. Skupina je aktivno ustvarjala deset let. Sestavljala so jo štiri dekleta: Natka Geržina, Špela Tratnik Peklar, Cvetana Rozman, Sergeja Brdnik in kasneje Mateja Podgornik. Izdale so šest albumov in posnele 15 videospotov.
Plesno skupino Power Dancers sta ustanovili Natka in Špela po končani osnovni šoli in pod tem imenom nekaj časa nastopali sami. Kmalu sta se jima pridružili še Sergeja in Cvetana. Kot plesna skupina Power Dancers so dekleta pričela svojo kariero v TV oddaji Poglej in zadeni. Zaradi uspešnega prvega nastopa jih je Stojan Auer postavil za stalno plesno skupino te oddaje, kjer so spremljale domače in tuje glasbene izvajalce. Ob takšnem navdihu in dodatno še na pobudo mnogih, tudi takrat zelo popularne skupine E.T. in pevca Sandija so se dekleta podala še v glasbene vode. Združile so svoje ideje, ambicije, navdih in posnele pesem »Ujemi me«, ki je postala uspešnica in dekleta so se zasidrala na slovenski glasbeni sceni. Kmalu zatem so izdale tudi prvi album z naslovom Have Fun or Die. Pri ustvarjanju prvega albuma se je kot odlična besedilopiska izkazala Cvetana. Napisala je večino besedil tudi na vseh kasnejših albumih. Sergeja je v skupini poskrbela za grafično zasnovo plakatov, avtogram kartic, zaščitnega znaka skupine in oblikovala odrska oblačila. Špela se je izkazala kot nadarjena, energična povezovalka show programa na vseh koncertih. Natka pa je skrbela za komunikacijo z mediji in terminsko koordinacijo nastopov. 
Po treh uspešnih albumih se je Sergeja odločila posvetiti študiju arhitekture, ki ga je kasneje tudi zaključila. Dekleta so delovanje skupine nadaljevala z novo članico Matejo Podgornik in ustvarile še dva albuma. Po osmih letih uspešne kariere se je tudi Natka odločila, da preneha nastopati s skupino in se posveti managerstvu, mladim talentom in plesni šoli. Po razhodu so dekleta nadaljevala sama brez Natke, izdala album Šakalaka, s katerega je najbolj znana pesem »Ženska«, in še leta 2008 izdale single »Verjameš ali ne«.
V desetih letih aktivnega ustvarjanja so posnela 5 albumov in 13 videospotov. Skupina je v svoji karieri trikrat obiskala Ameriko (Los Angeles) (kjer so se dekleta pri svoji koreografinji Lisi izpopolnjevala v plesu), dvakrat so obiskale London, pogosto so nastopale v Avstriji, Italiji, Nemčiji, Luksemburgu, Švici, na Hrvaškem … Osvojile so dve platinasti, tri zlate in dve srebrni plošči. Svoje videospote so snemale v Parizu, na Hrvaškem, na Karibih, na otoku Barbados pa so posnele videospot za pesem »Čokolada«. Dobile so ponudbo velike ameriške založbe ter bile na pogovorih. Ko so videle, kako funkcionira glasbena industrija v tujini, so ponudbo zavrnile.

### Povratek na glasbene odre
Po dolgoletni odsotnosti z glasbenih odrov so ponovno nastopile leta 2024 v posebni obuditveni izdaji oddaje Poglej in zadeni. Januarja 2025 so nastopile na koncertu Popstars United v Ljubljani, skupaj s skupinama Bepop in Game Over ter pevcem Sebastianom. Tako so glasbeniki po več kot 20 letih skupaj nastopili v isti zasedbi kot na prvotni turneji Popstars. V intervjuju so članice skupine povedale, da nimajo načrtov za prihodnje nastope.

## Diskografija

### Albumi
- Have Fun or Die – 1996, Megaton
- V šusu! – 1997, Megaton
- Če si upaš?! – 1998, Megaton
- Ni še konec … – 1999, Megaton
- Čokolada – 2001, Megaton
- Šakalaka - 2004, Nika

### Kompilacije
- Best Of Power Dancers 1995 - 1999 – 2000, Megaton
- Collection 1995–1999, 2000, Megaton

### Singli
- Bomba – 1996, Megaton
- Pozor pozor – 1997, Megaton
- Have Fun Of Die – 1998, Megaton (Promo)